# 파호이호이 용암

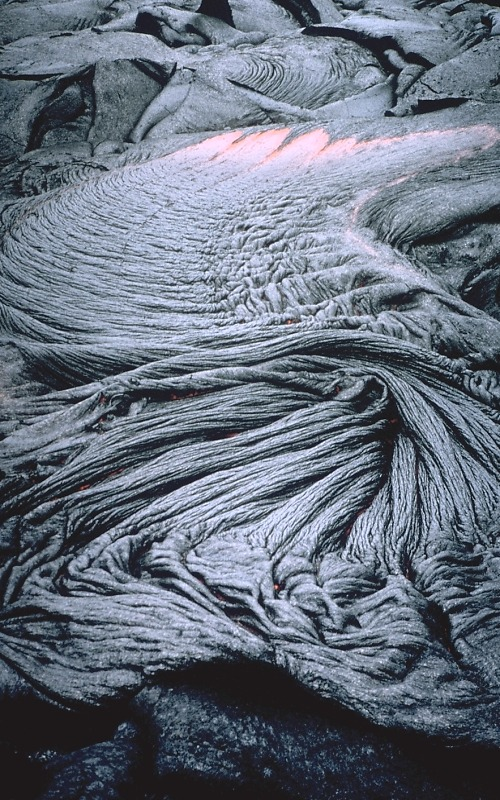

파호이호이 용암(Pāhoehoe lava)은 킬라우에아 산에서 나오는 용암으로, 온도가 1,000도 이상인 온도가 아주 높은 용암이다. 이 용암은 빠르고 매끄럽게 흘러 부드럽게 굳는다. 어떤 것은 아주 빠르게 흐르기도 한다. 때때로 새끼줄 모양으로 굳은 것이 발견된다. 이 용암은 현무암질 용암이다. 킬라우에아 산이 형성된 원인도 이 용암 때문이다.